# Florencio Sánchez

Florencio Sánchez

Florencio Sánchez (ur. 17 stycznia 1875 w Montevideo, zm. 7 listopada 1910 w Mediolanie) – urugwajski dramatopisarz i dziennikarz.

## Twórczość
- La gente honesta
- M'hijo el dotor
- Canillita
- Cédulas de San Juan
- La pobre gente
- La gringa
- Barranca abajo
- Mano santa
- En familia
- Los muertos
- El conventillo
- El desalojo
- El pasado
- Los curdas
- La tigra
- Moneda falsa
- El cacique Pichuleo
- Los derechos de la salud
- Nuestros hijos
- Marta Gruni
- Un buen negocio